# ISO 3166-2:QA
ISO 3166-2:QA es la entrada correspondiente a Catar (nombre común del país: Catar) en la ISO 3166-2, parte de la norma ISO 3166 publicada por la Organización Internacional de Normalización (ISO), que establece códigos para los nombres de las subdivisiones principales (por ejemplo, provincias o estados) de todos los países codificados en la ISO 3166-1.
Actualmente, para Catar, se han definido códigos ISO 3166-2 para 8 municipios.
Cada código presenta dos partes separadas por un guion. La primera es QA, el código ISO 3166-1 alfa-2 de las Islas menores alejadas de Estados Unidos. La segunda consiste en dos letras.

## Códigos actuales
Los nombres de las subdivisiones se enumeran en la norma ISO 3166-2 publicada por la Agencia de Mantenimiento ISO 3166 (ISO 3166/MA).
| Código | Nombre de la subdivisión (árabe) (BGN/PCGN 1956) |
| ------ | ------------------------------------------------ |
| QA-DA  | Ad Dawḩah                                        |
| QA-KH  | Al Khawr wa adh Dhakhīrah                        |
| QA-WA  | Al Wakrah                                        |
| QA-RA  | Ar Rayyān                                        |
| QA-MS  | Ash Shamāl                                       |
| QA-SH  | Ash Shīḩānīyah                                   |
| QA-ZA  | Az̧ Z̧a‘āyin                                       |
| QA-US  | Umm Şalāl                                        |

## Cambios
La ISO 3166/MA ha anunciado en sus boletines los siguientes cambios en la entrada desde su primera publicación en la ISO 3166-2 en 1998. La ISO dejó de enviar boletines en 2013.
| Boletín      | Fecha de publicación               | Descripción del cambio en el boletín | Cambio del código / de la subdivisión                                                                                               |
| ------------ | ---------------------------------- | --- | --- |
| Boletín II-3 | 2011-12-13 (corregido: 2011-12-15) | Actualización resultante de la adición de nombres en los idiomas administrativos, y actualización de la estructura administrativa y de la lista de origen. | Subdivisiones añadidas: QA-ZA Az̧ Za̧`āyin Subdivisiones eliminadas: QA-GH Al Ghuwayrīyah QA-JU Al Jumaylīyah QA-JB Jarīyān al Bāţnah |

Los siguientes cambios de la entrada están listados en el catálogo virtual de la ISO, la plataforma de navegación en línea (OBP):
| Fecha de entrada en vigor del cambio | Descripción corta del cambio |
| ------------------------------------ | --- |
| 2011-12-13                           | Actualización resultante de la adición de nombres en los idiomas administrativos, y actualización de la estructura administrativa y de la lista de origen. |
| 2017-11-23                           | Adición del municipio QA-SH. |